# Micaria guttulata
Micaria guttulata är en spindelart som först beskrevs av Carl Ludwig Koch 1839.  Micaria guttulata ingår i släktet Micaria och familjen plattbuksspindlar. Inga underarter finns listade i Catalogue of Life.